# Възкресените
„Възкресените“ (на френски: Les Revenants) е френски сериал, свръхестествена драма, стартирал на 26 ноември 2012 г.
Базиран е на френския филм „Те се върнаха обратно“ от 2004 г. Сериалът е подновен за втори сезон, който ще се излъчи през 2015 г. През 2013 г. сериалът печели международна награда „Еми“ за най-добър драматичен сериал.

## Сюжет
Внимание:  Текстът по-долу разкрива сюжета на произведението (или части от него)!
В малко алпийско градче объркани хора се опитват да се приберат вкъщи. Те още не знаят, че са мъртви от години. Възкресените са изпълнени с решимост да върнат мястото си в света на живите. Но изглежда, не само мирни жители са възкресени. Завръщането им съвпада с жестоко убийство, напомнящо на почерка на сериен убиец от миналото. И с това нарушенията на естествения ход на нещата не приключват… 
Излъчване в България 16 юни 2025 по CineStar   